# Zázvorníkovité

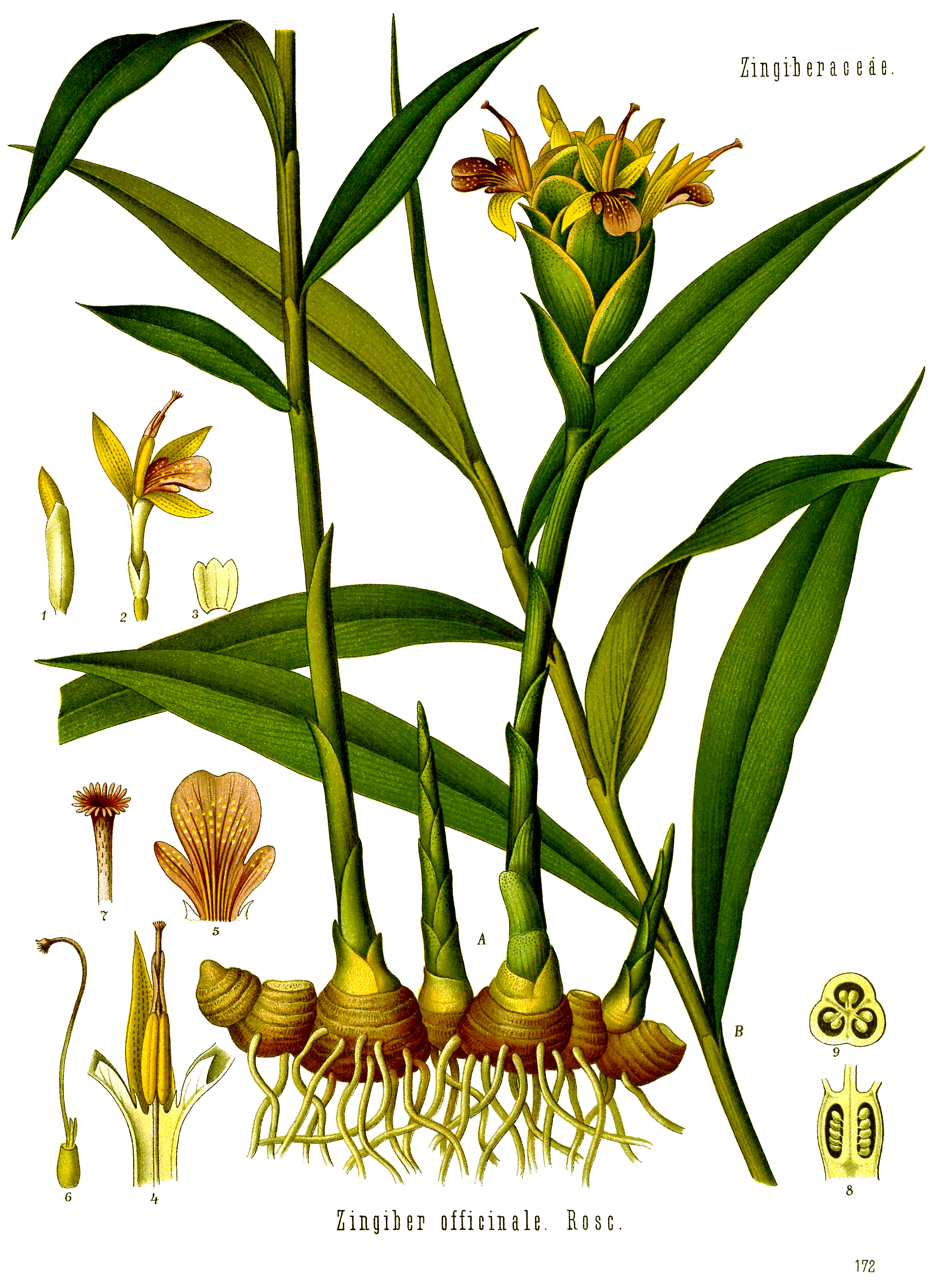
Zázvorovník lékařský (Zingiber officinalis)

Zázvorníkovité (Zingiberaceae), někdy též zázvorovité, je čeleď jednoděložných rostlin z řádu zázvorníkotvaré (Zingiberales). Jsou to vytrvalé, pozemní, aromatické byliny s dvouřadě uspořádanými listy se zpeřenou žilnatinou a souměrnými květy se zajímavou stavbou. Květy jsou často podepřené barevnými listeny a uspořádané v nápadných květenstvích. Čeleď zahrnuje asi 1300 druhů v 52 rodech. Je rozšířena v tropech celého světa, zejména v Asii. Zázvorníkovité poskytují zejména koření (zázvor, kurkuma, kardamom aj.), mnohé druhy jsou v tropech a sklenících pěstované jako okrasné rostliny.

## Popis
Jsou to vytrvalé, pozemní (výjimečně epifytické), aromatické, drobné až mohutné byliny (někteří zástupci dorůstají až 8 metrů) s dužnatými a často hlízovitými oddenky. Stonek je většinou krátký a nahrazený nepravým kmenem tvořeným listovými pochvami (podobně jako u banánovníku). Listy jsou jednoduché, střídavé, dvouřadě uspořádané, řapíkaté nebo přisedlé, s listovými pochvami. Čepele listů jsou celokrajné, nejčastěji řemenovité, kopinaté až téměř okrouhlé. Žilnatina je zpeřená. Na bázi listů je ligula.
Rostliny jsou jednodomé. Květenství jsou hustá nebo řídká, tvořená několika až mnoha květy, obvykle válcovitého, vřetenovitého či kulovitého tvaru. Nejčastěji se jedná o vrcholíky (přesněji thyrsy), hrozny nebo klasy. Květenství se vyvíjejí na vrcholu pseudokmene nebo na krátkém postranním výhonu vyrůstajícím z oddenku a pokrytém listovými pochvami. V květenství jsou často přítomny listeny, které jsou u mnoha zástupců nápadně zbarvené.
Květy jsou dvoustranně souměrné a většinou oboupohlavné. Okvětí je členěné na kalich a korunu. Kalich je obvykle trubkovitý, srostlý ze 3 lístků, na vrcholu se 3 zuby nebo laloky, někdy toulcovitý. Koruna je ve spodní části trubkovitá, v horní dělená ve 3 laloky, z nichž prostřední bývá největší. Fertilní tyčinka je pouze jedna, zbylé 2 nebo 4 jsou přeměněny na sterilní staminodia či zakrnělé. Dvě boční staminodia jsou petaloidní (napodobují korunu), jsou srostlé a vytvářejí nápadné labellum, zbylá dvě staminodia, pokud jsou přítomna, tvoří laloky na fertilní tyčince. Fertilní tyčinka má dlouhou či krátkou nitku a 2 prašné váčky. Spojidlo má často výrůstek v podobě ostruhy nebo hřebínku. Semeník je spodní, srostlý ze 3 plodolistů, s 1 nebo 3 komůrkami obsahujícími mnoho vajíček. Čnělka vyrůstá v prohlubni mezi prašnými váčky fertilní tyčinky a nese jedinou nálevkovitou, vlhkou bliznu. Na vrcholu semeníku jsou 2 nektária. Plodem je pukavá nebo nepukavá, suchá nebo dužnatá tobolka, případně bobule. Obsahuje několik až mnoho semen opatřených míškem.

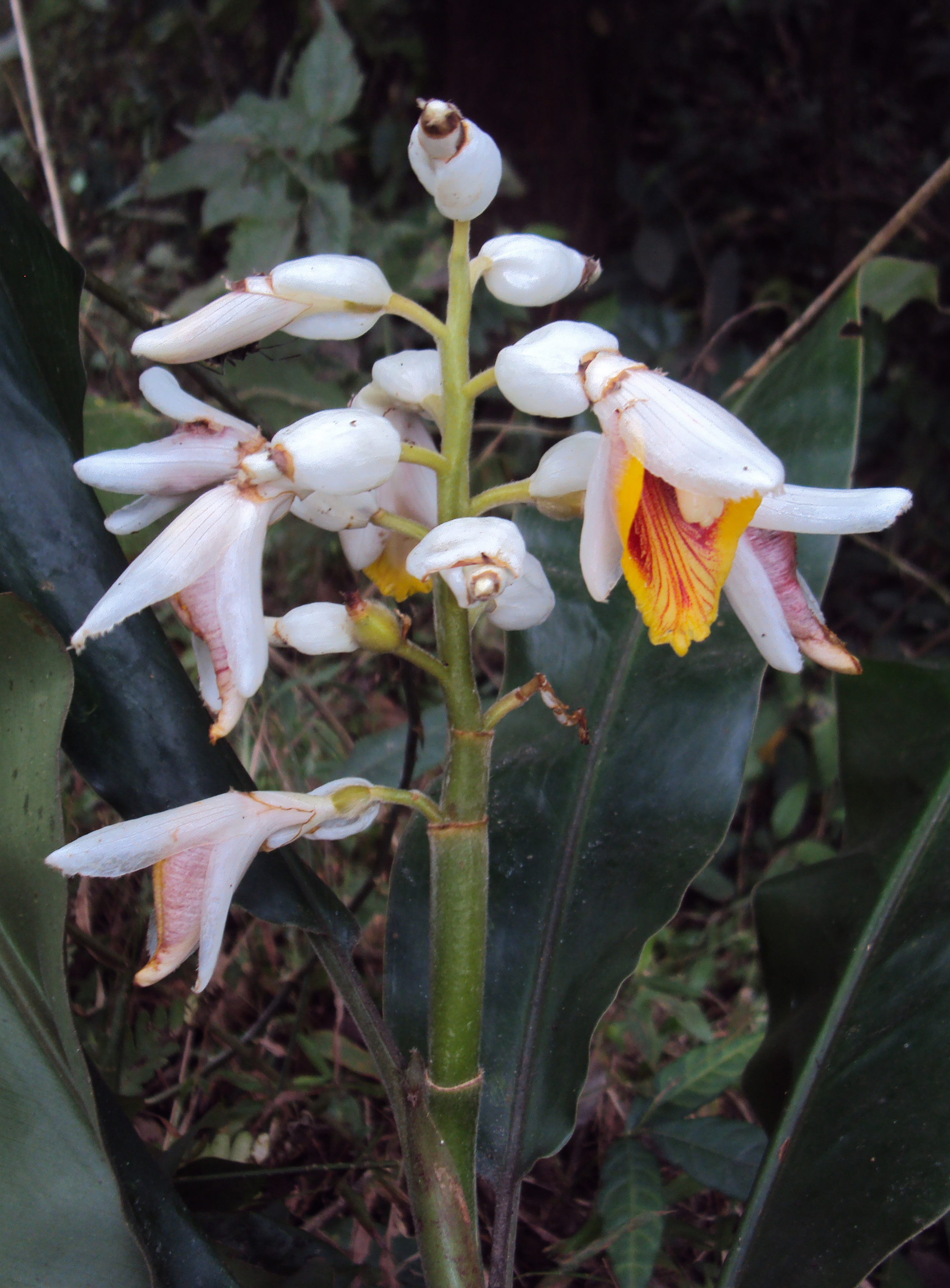
Květy Alpinia malaccensis, připomínající orchidej
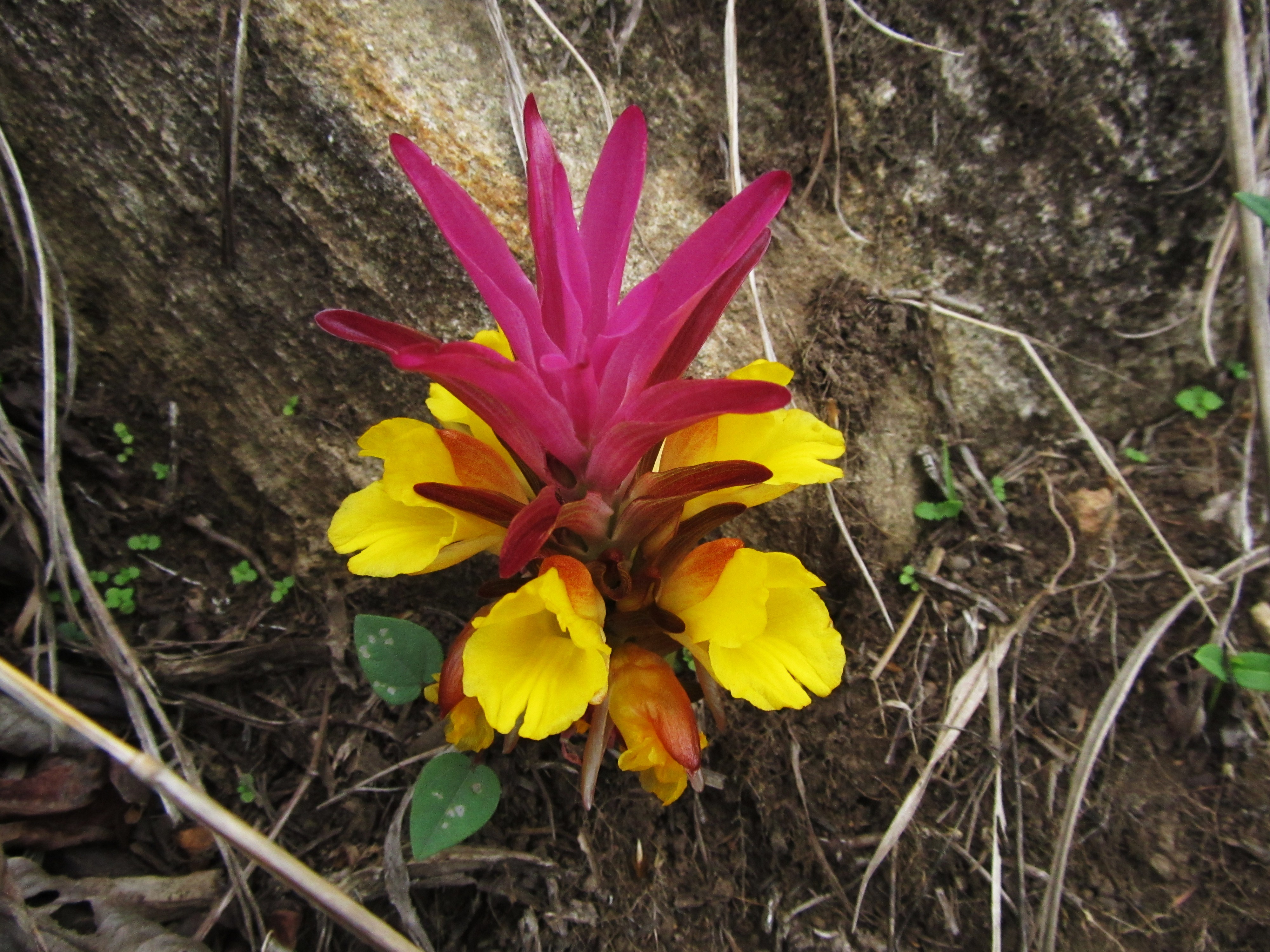
Květenství Curcuma pseudomontana
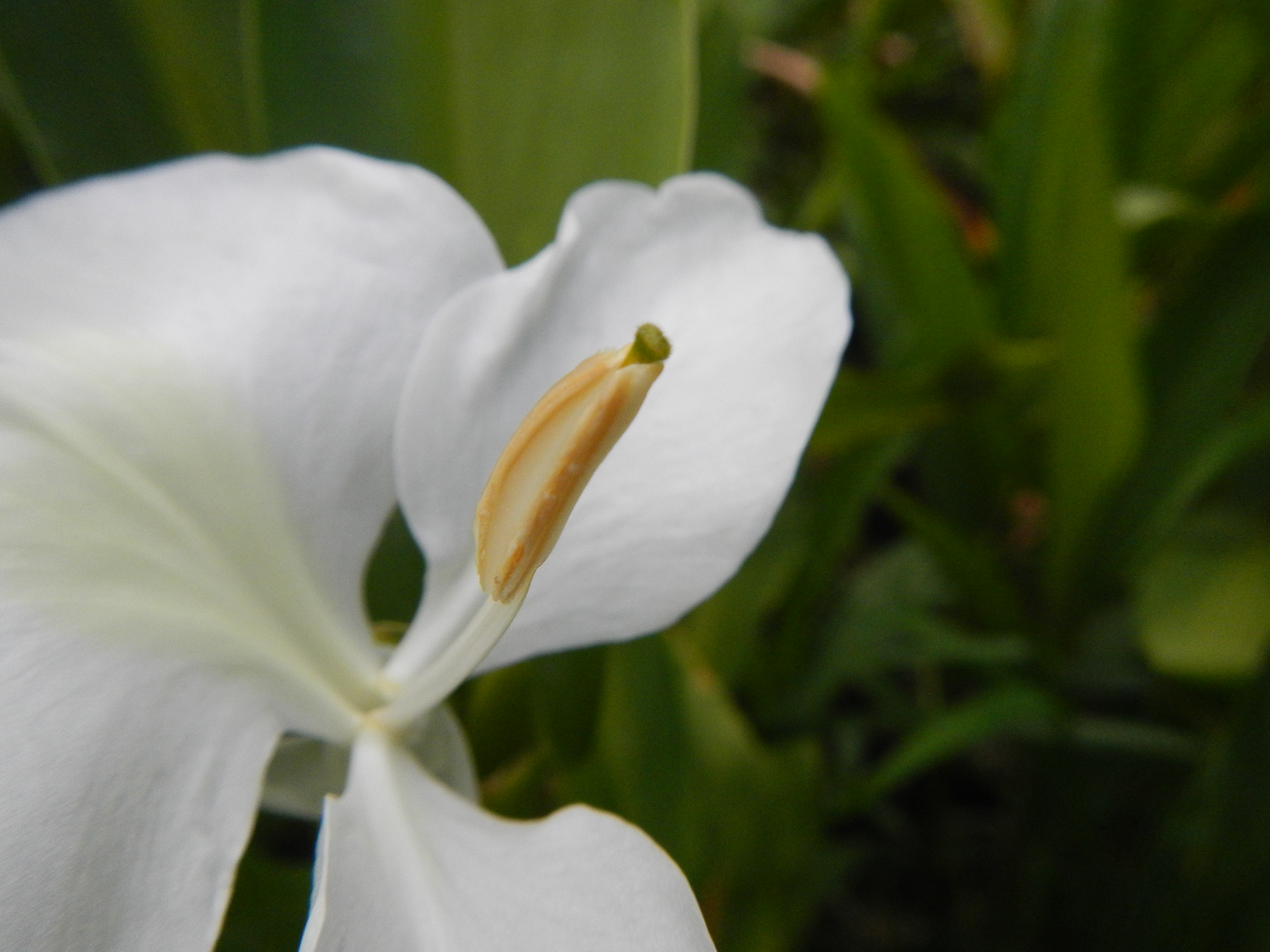
Detail čnělky a prašníků Hedychium coronarium
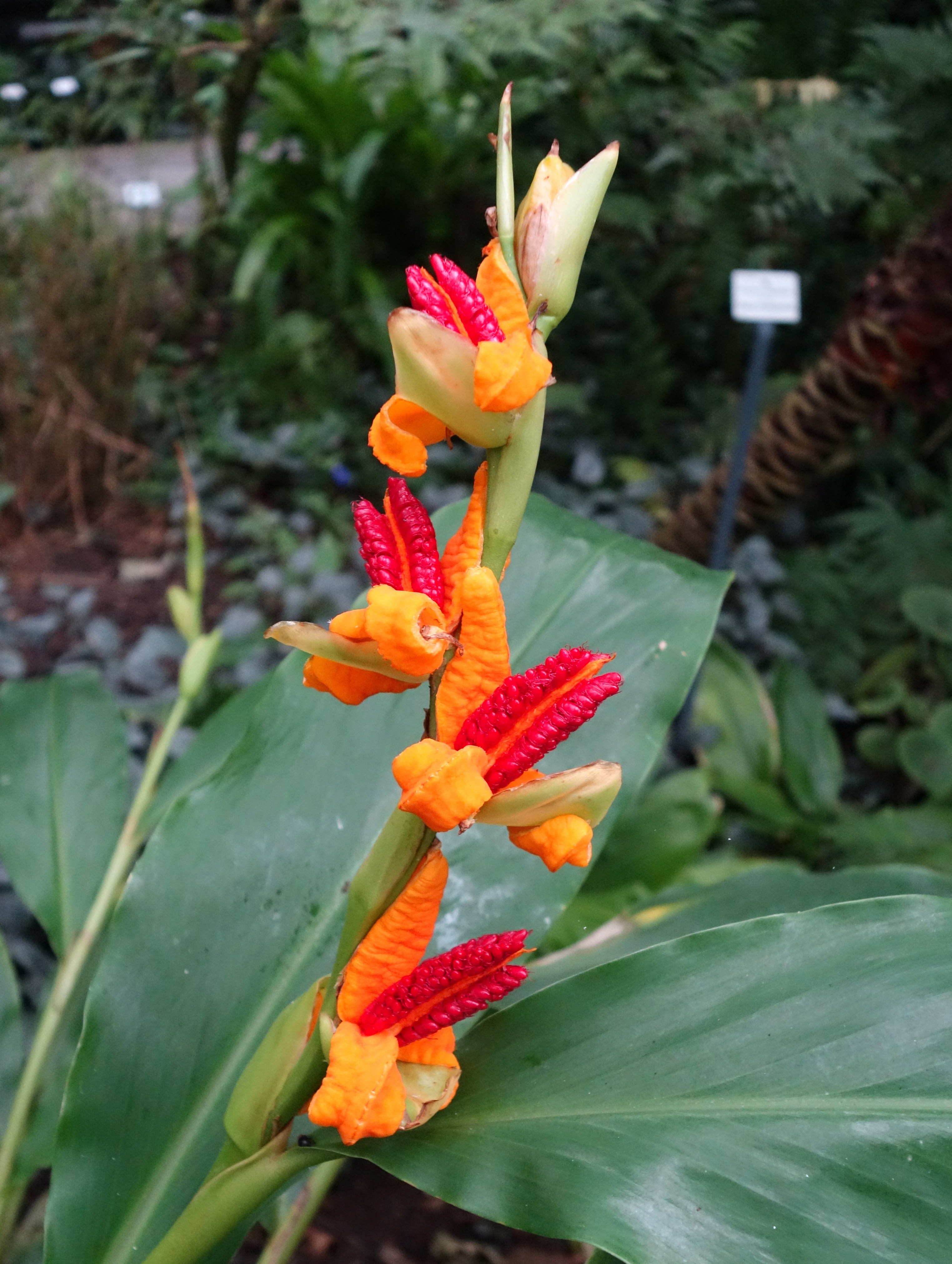
Plodenství Hedychium horsfieldii
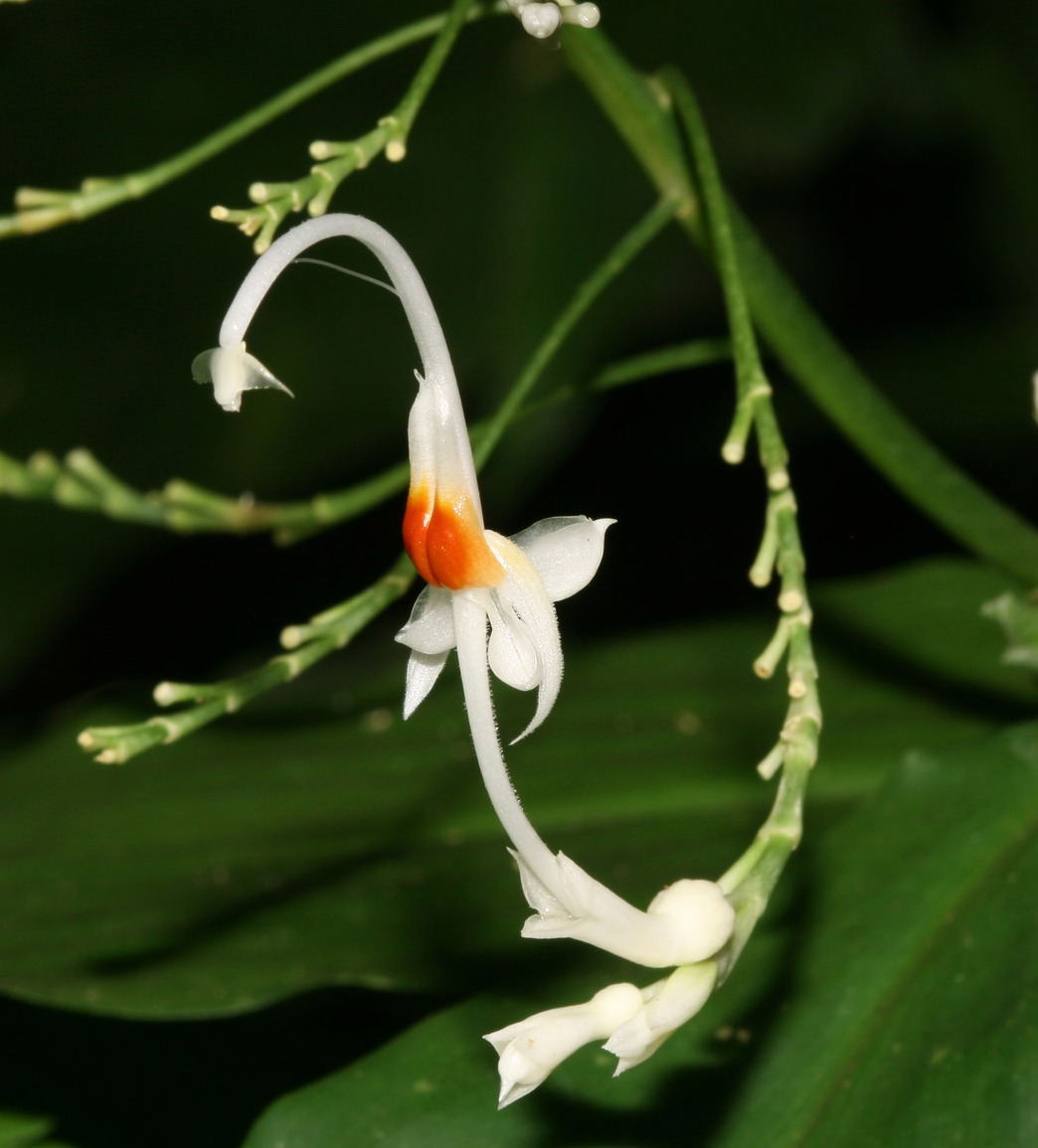
Květy globy Globba sp.

## Rozšíření

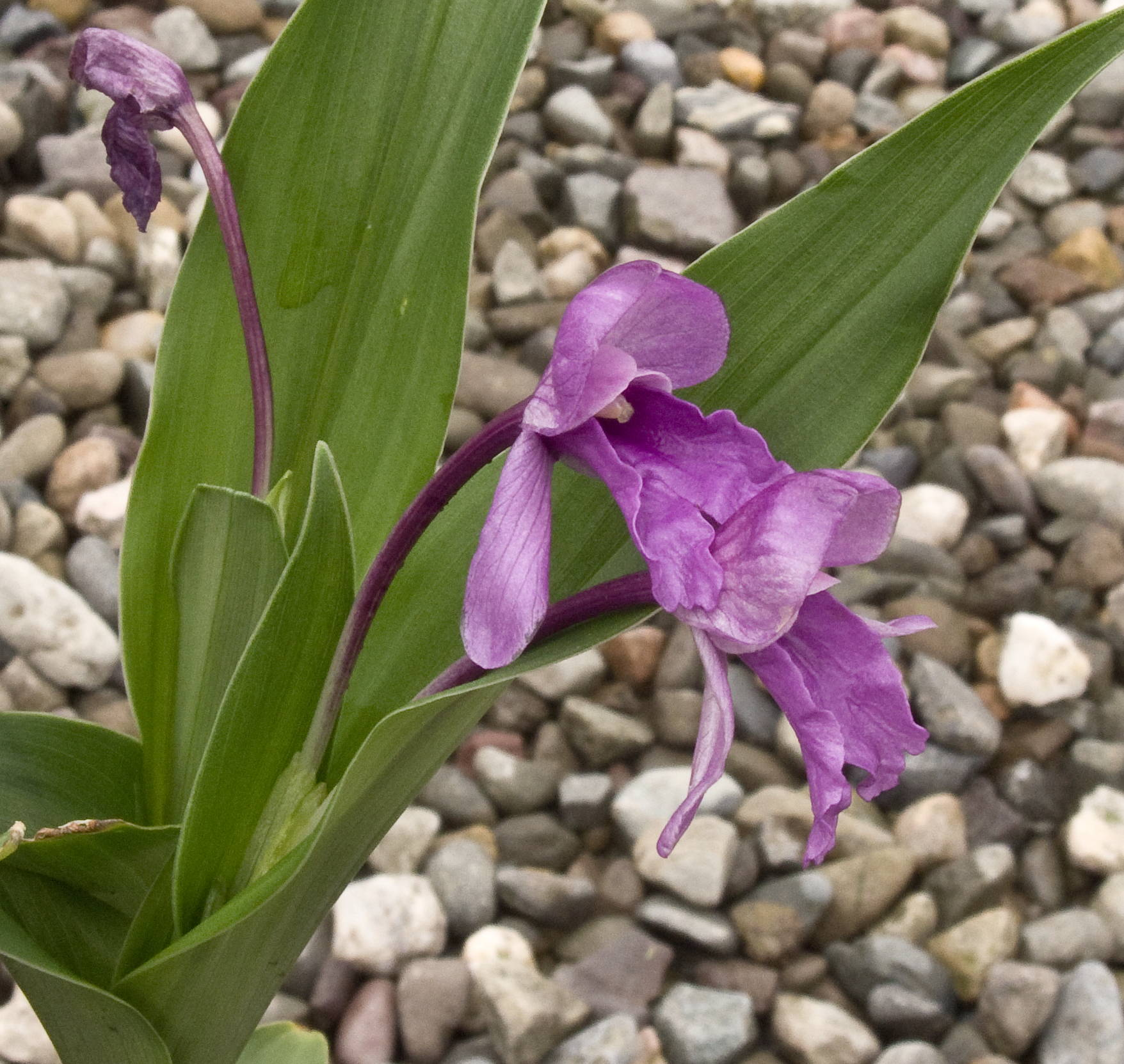
Horský druh Roscoea alpina

Čeleď zázvorníkovité zahrnuje asi 52 rodů a okolo 1300 druhů. Největší rody jsou galgán (Alpinia, asi 250 druhů), amom (Ammomum, 180), zázvorovník (Zingiber, 140), globa (Globba, 100), etlingera (Etlingera, 100) a kurkumovník (Curcuma, 90 druhů).
Zázvorníkovité jsou rozšířeny v tropech celého světa, v některých oblastech přesahují i do subtropů a teplejších oblastí mírného pásu. Centrum druhové diverzity je v jižní a jihovýchodní Asii. V Evropě nejsou zastoupeny. Na Azorských ostrovech roste zplanělý asijský druh motýlovce Hedychium gardnerianum. V tropické Americe je původní jediný rod, Renealmia. Je rozšířen od Mexika po Jižní Ameriku. Některé pěstované druhy, např. Alpinia purpurata a A. zerumbet, zde zdomácněly.
Zástupci čeledi rostou charakteristicky na stinných až polostinných stanovištích v podrostu vlhkých tropických lesů, příležitostně také v mokřinách. Některé druhy asijského rodu zázvorek (Roscoea) rostou v nadmořských výškách až 3800 metrů. Rovněž v jihoamerických Andách rostou zástupci rodu Renealmia v nadmořských výškách nad 2500 metrů.

## Taxonomie
Zingiberaceae jsou dobře vymezenou čeledí. Nejblíže příbuznou větví je čeleď Costaceae, která byla v minulosti se zázvorníkovitými i spojována.
Čeleď je členěna na 4 podčeledi a celkem 6 tribů:
- Siphonochiolideae – pouze rod Siphonochilus, 20 druhů v Africe a na Madagaskaru
  - Siphonochileae
- Tamijioideae – jediný druh, Tamijia flagellaris, na Borneu
  - Tamijieae
- Alpinioideae – 20 rodů zejména v tropické Asii a Austrálii, méně v trop. Americe a Africe
  - Alpinieae
  - Riedelieae
- Zingiberoideae – 29 rodů v tropické Asii a Austrálii
  - Zingibereae
  - Globbeae[5][6]

## Ekologické interakce
Květy zázvorníkovitých jsou opylovány zejména včelami, motýli, můrami a ptáky. Květy se často otevírají na jediný den a jsou převážně cizosprašné. Dužnaté tobolky bývají pestře zbarvené a po otevření odhalují semena s nápadným míškem, která konzumují a rozšiřují zejména ptáci, v menší míře i pozemní zvířata a mravenci.

## Zástupci
- aframon (Aframomum)
- amom (Amomum)
- besenbergie (Boesenbergia)
- burbidgea (Burbidgea)
- etlingera (Etlingera)
- galgán (Alpinia)
- globa (Globba)
- kardamovník (Elettaria)
- kautlej (Cautleya)
- kempferie (Kaempferia)
- kurkumovník (Curcuma)
- motýlovec (Hedychium)
- riedelie (Riedelia)
- zázvorek (Roscoea)
- zázvorovník (Zingiber)[7]

## Význam

### Potraviny a léčiva
Oddenky mnohých druhů jsou silně aromatické a mají význam jako koření. Nejznámější je zázvor (zázvorovník lékařský) a kurkuma (kurkumovník dlouhý). Z dalších druhů slouží jako koření galgán velký (Alpinia galanga), galgán lékařský (A. officinarum), kurkumovník Curcuma zedoaria, některé druhy zázvorovníku (Zingiber zerumbet, Z. montanum, Z. mionga, Z. spectabile) aj.
Kardamovník obecný (Elettaria cardamomum) poskytuje semena štiplavé chuti, známá jako kardamom. Pochází z Indie.
Aromatická semena podobná kardamomu poskytují rovněž některé druhy afrického rodu aframon (Aframomum) a asijský amom Amomum subulatum.
V místní asijské kuchyni se jako koření využívají rovněž mladé výhonky Etlingera elatior.
Z druhu Curcuma angustifolia se získává jedlý škrob, některé druhy kurkumy (Curcuma aromatica, C. longa) poskytují barvivo. Silice z Hedychium spicatum a různých druhů galgánů mají význam v parfumerii.
Některé druhy mají význam v medicíně, zejména galgán lékařský (Alpinia officinarum) a zázvorovník lékařský (Zingiber officinale).
V čínské medicíně je využíván zejména galgán lékařský (Alpinia officinarum), amom tsao-ko (Amomum tsao-ko), kurkuma dlouhá (Curcuma longa), kardamovník obecný (Elettaria cardamomum) a zázvorovník lékařský (Zingiber officinale).

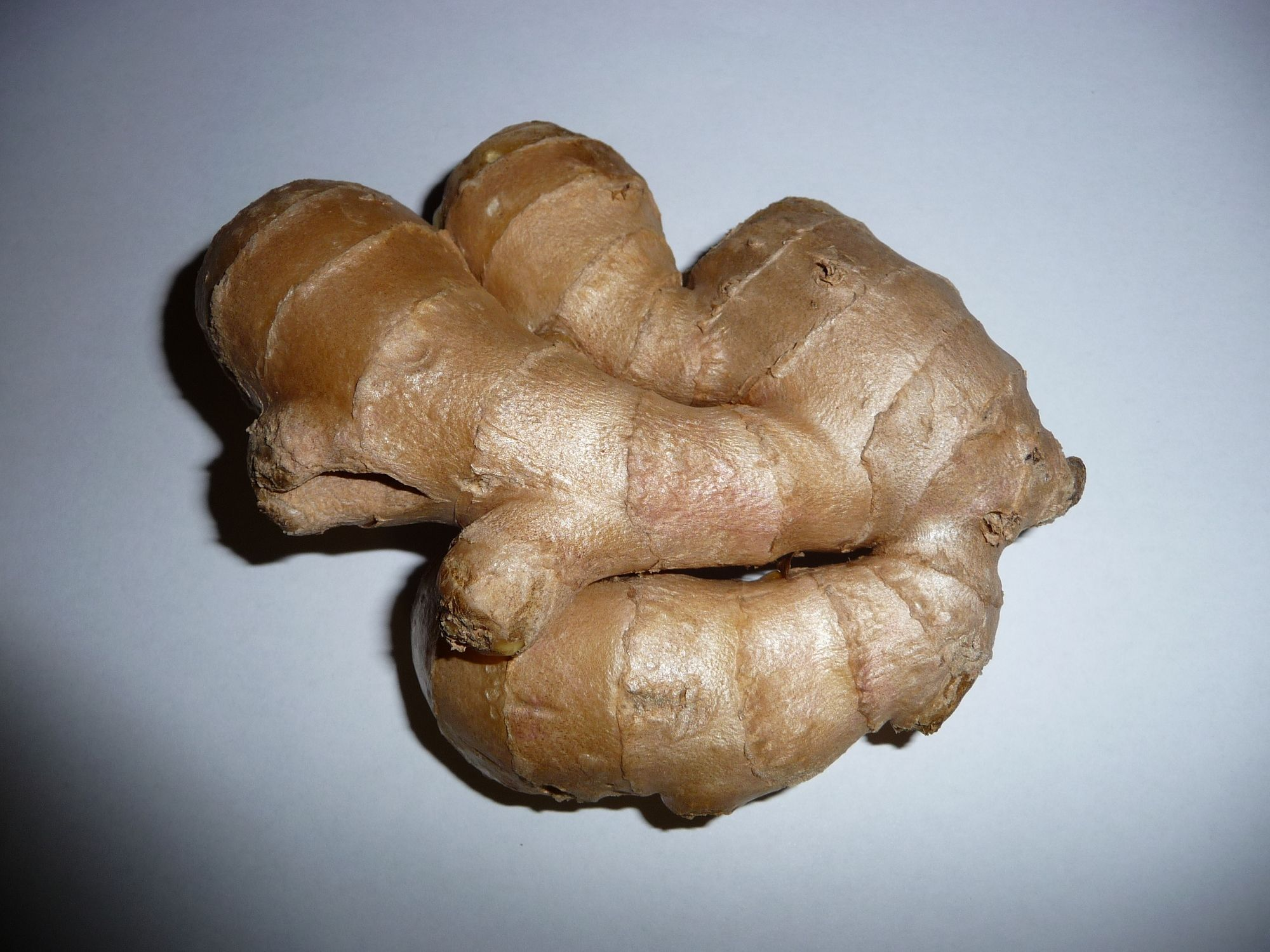
Hlíza zázvoru
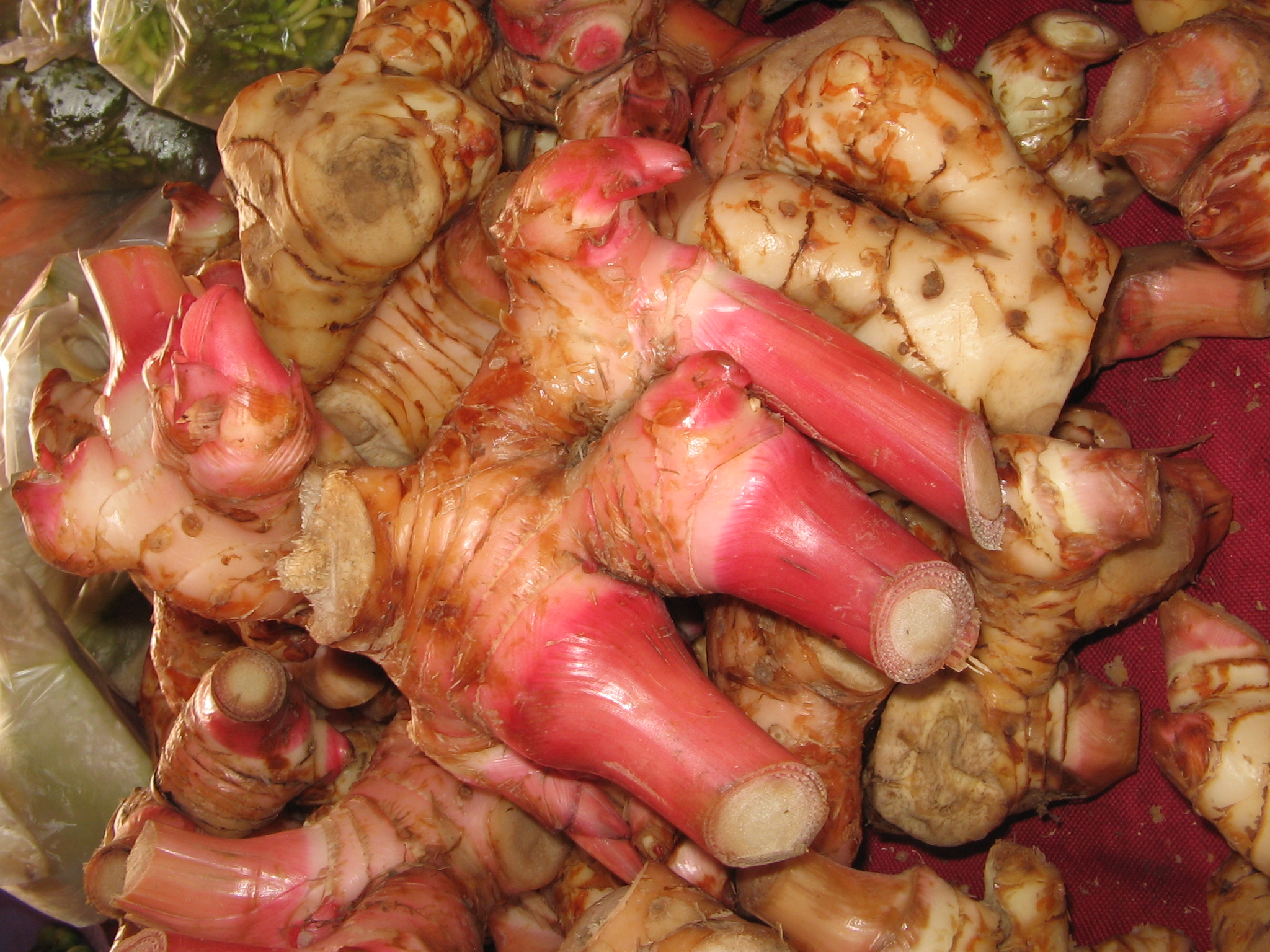
Hlízy Alpinia galanga
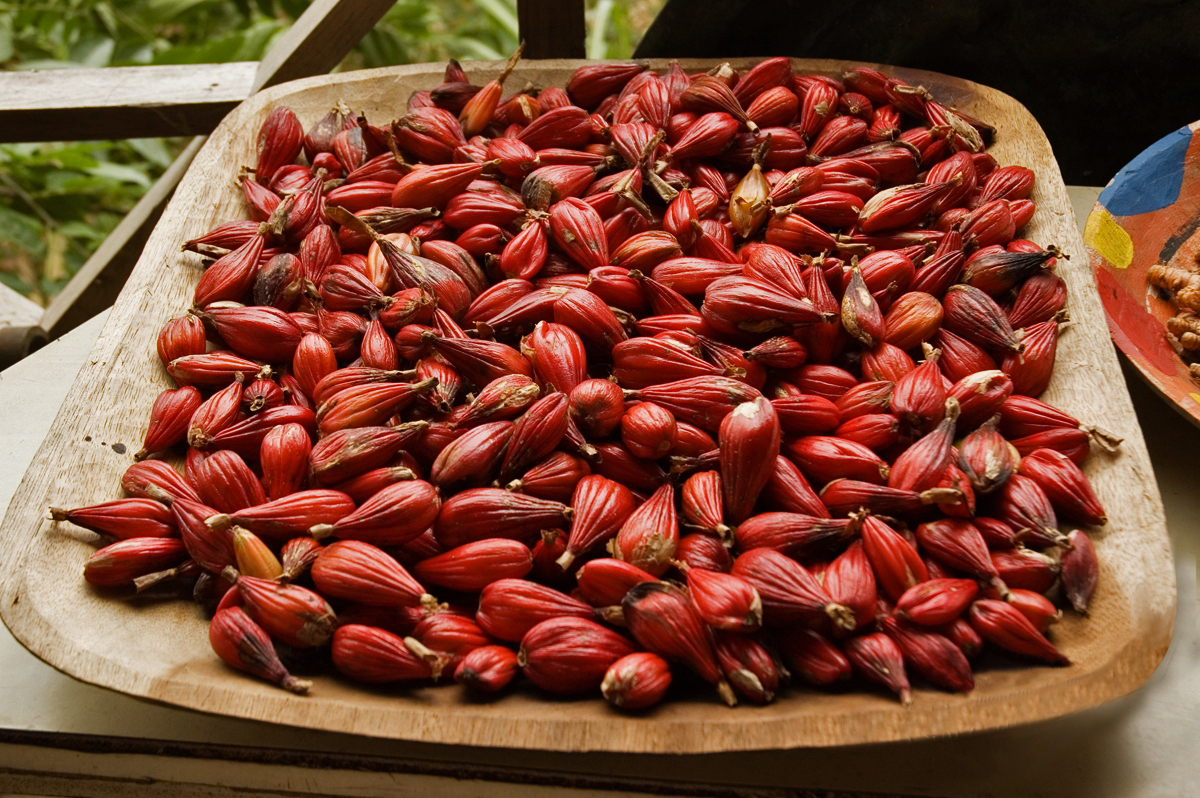
Plody aframonu rajské zrno
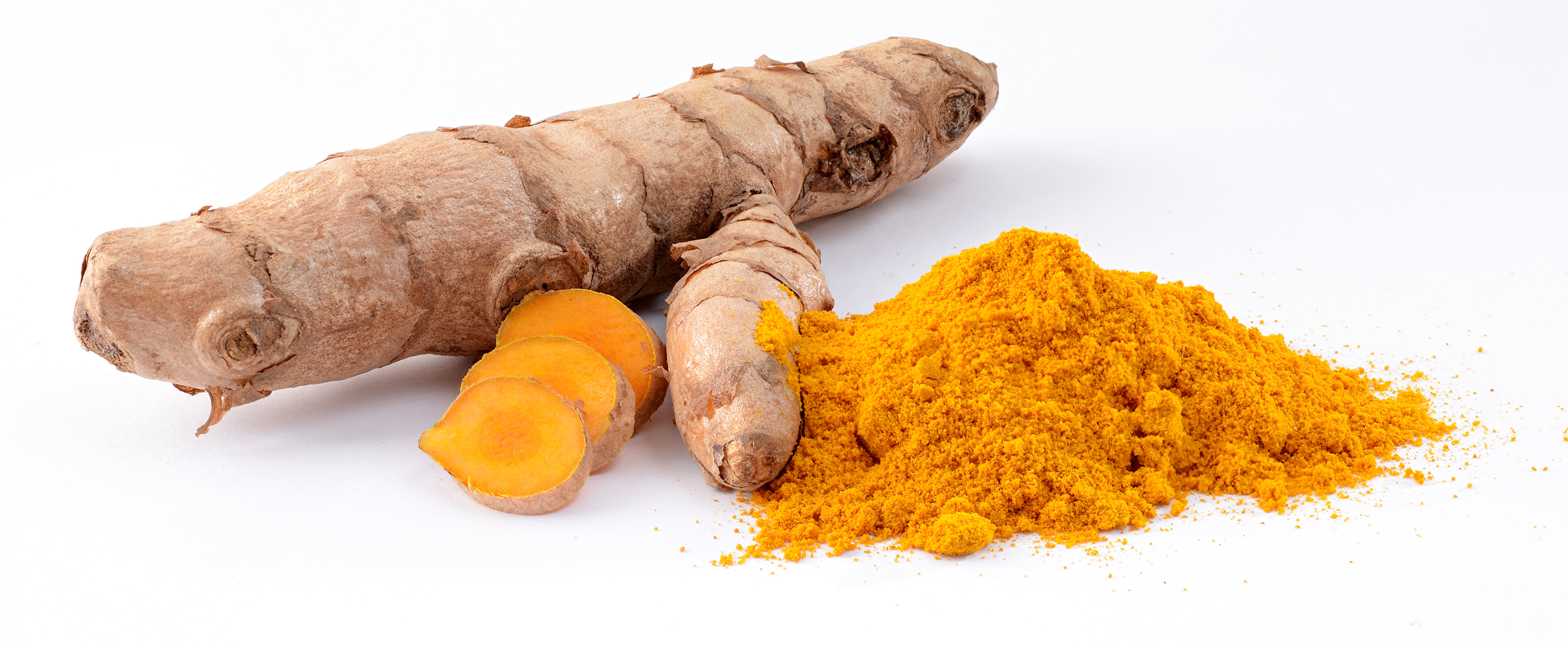
Kurkuma dlouhá
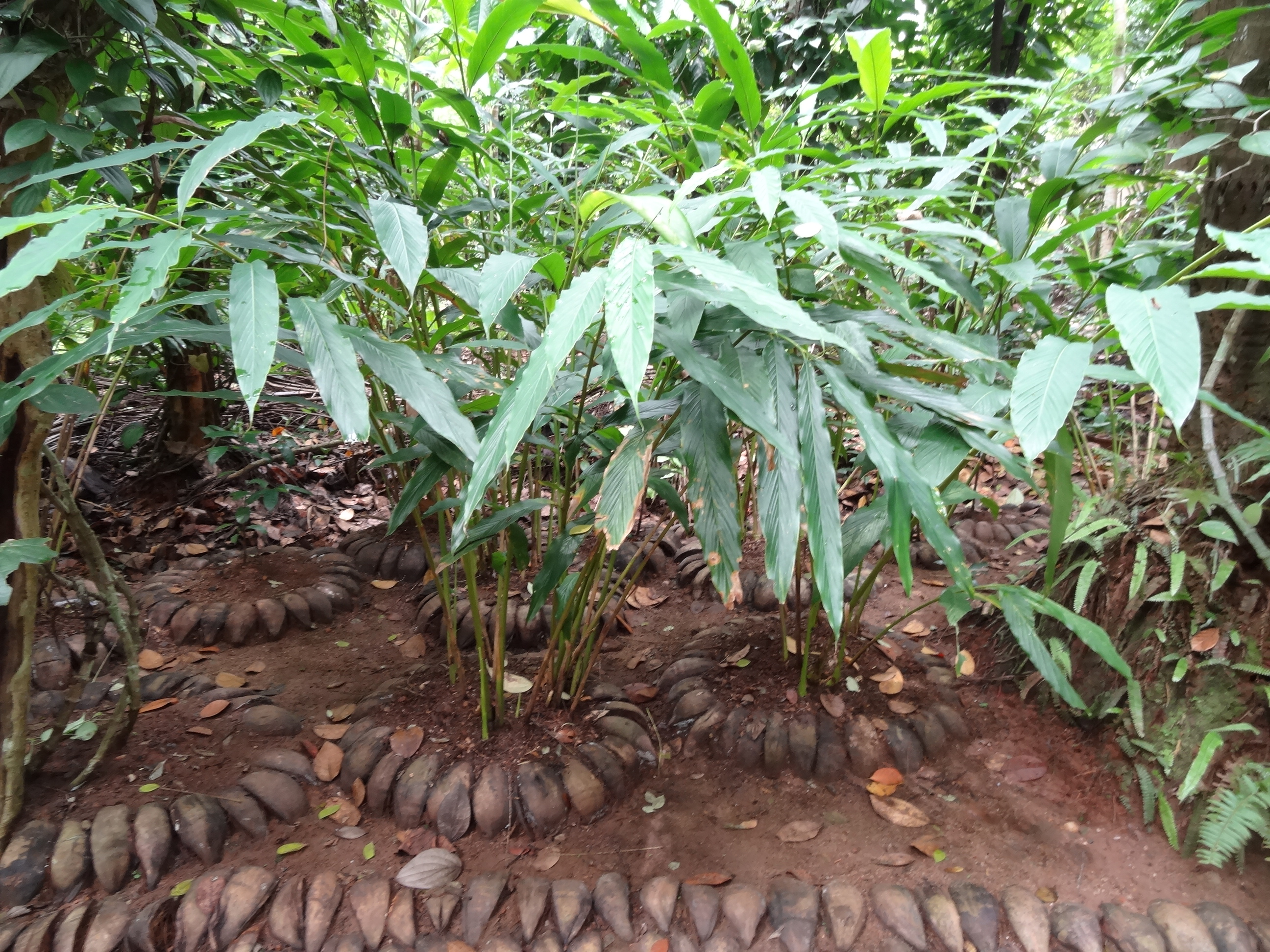
Kardamom na zahradě na Srí Lance

### Okrasné rostliny
Mnohé druhy zázvorníkovitých mají nápadná květenství a jsou pěstovány v tropech a sklenících jako okrasné rostliny. Mezi nejběžněji pěstované druhy náleží Alpinia purpurata, A. zerumbet, Etlingera elatior, Hedychium coronarium. Pěstují se rovněž četné další druhy kurkumovníků, motýlovců, glob, kempferií, zázvorovníků a galgánů (včetně šlechtěných zahradních kultivarů), Burbidgea schizocheila, Tapeinochilos ananassae, Siphonochilus decorus aj. Některé druhy rodu zázvorek (např. zázvorek žlutý a zázvorek nízký) jsou pěstovány jako skalničky a lze je pěstovat na chráněných místech na skalkách i v ČR. Ve sklenících českých botanických zahrad se lze setkat zejména s rody galgán (Alpinia), kurkumovník (Curcuma), motýlovec (Hedychium), kempferie (Kaempferia) a zázvorovník (Zingiber).

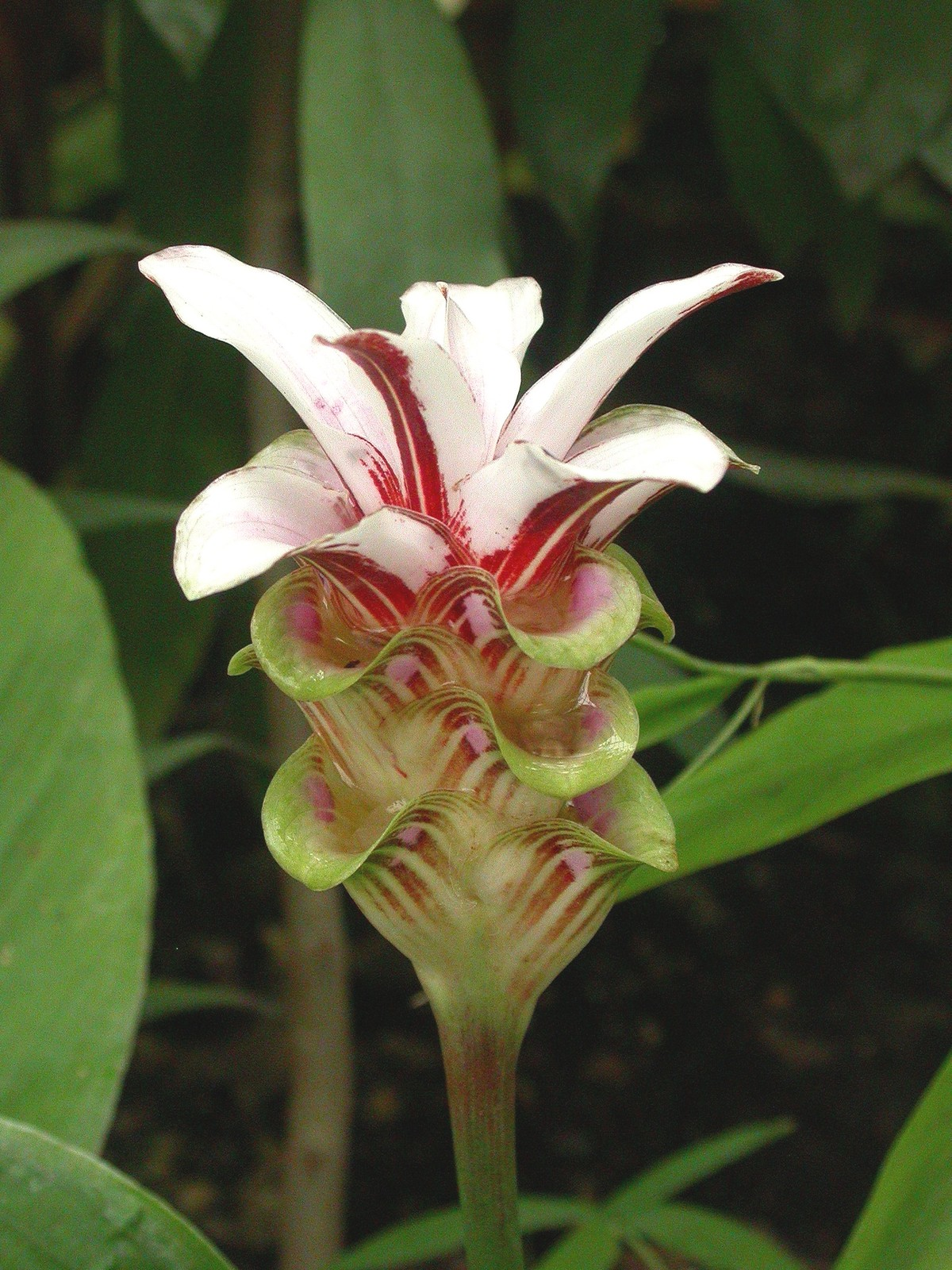
Květenství Curcuma rhabdota
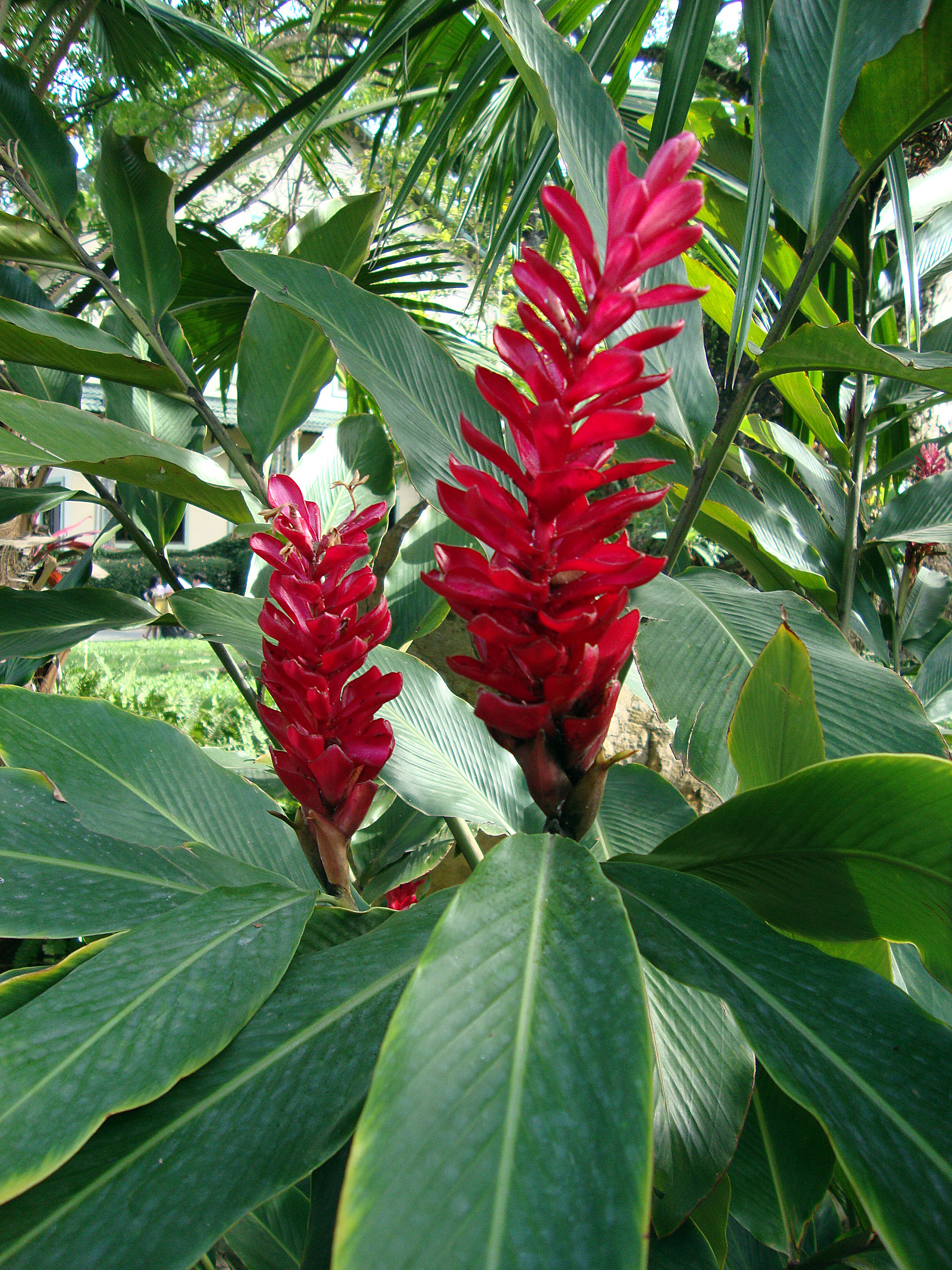
Kvetoucí Alpinia purpurata
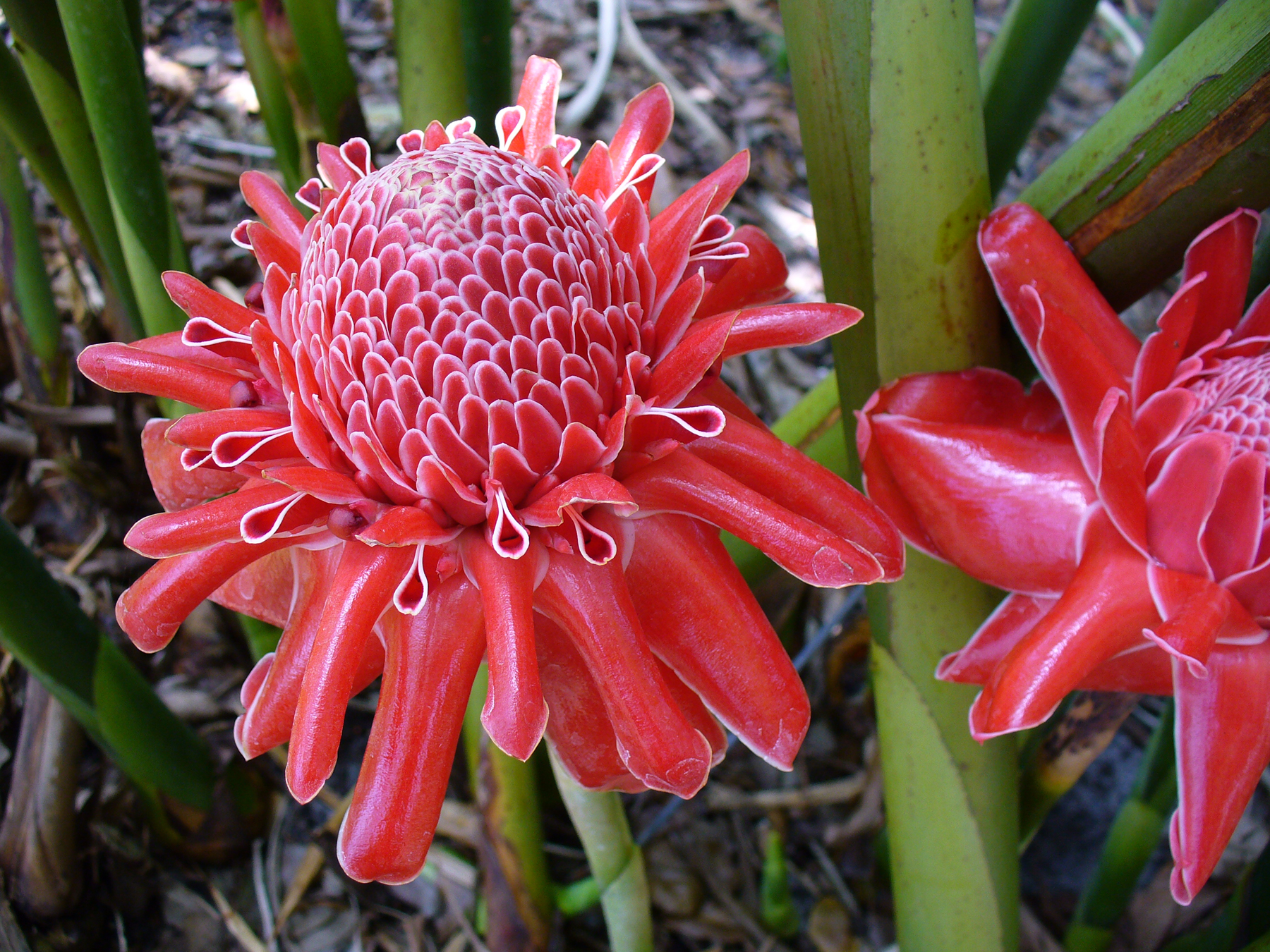
Květenství Etlingera elatior
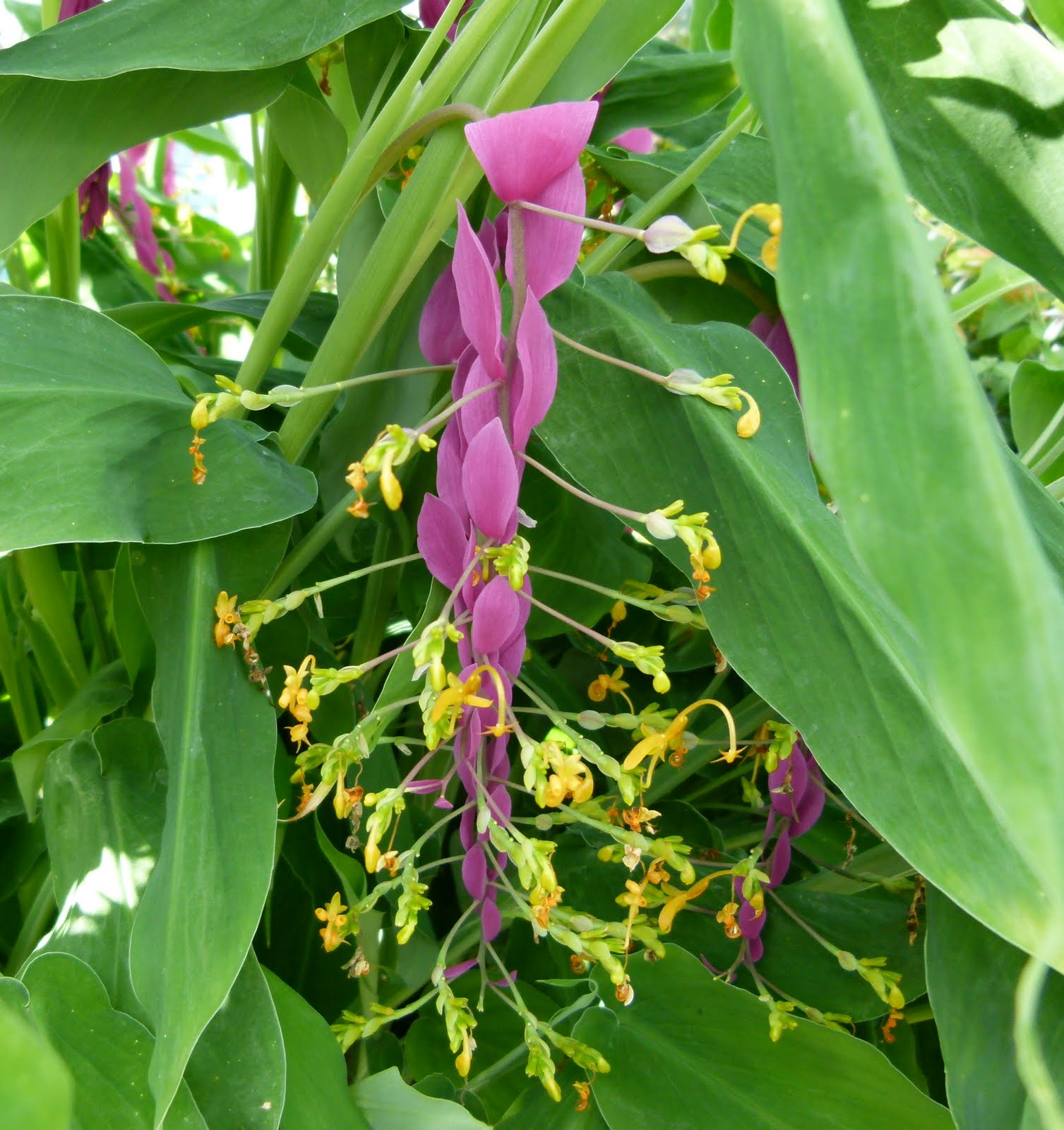
Květenství Globba winitii
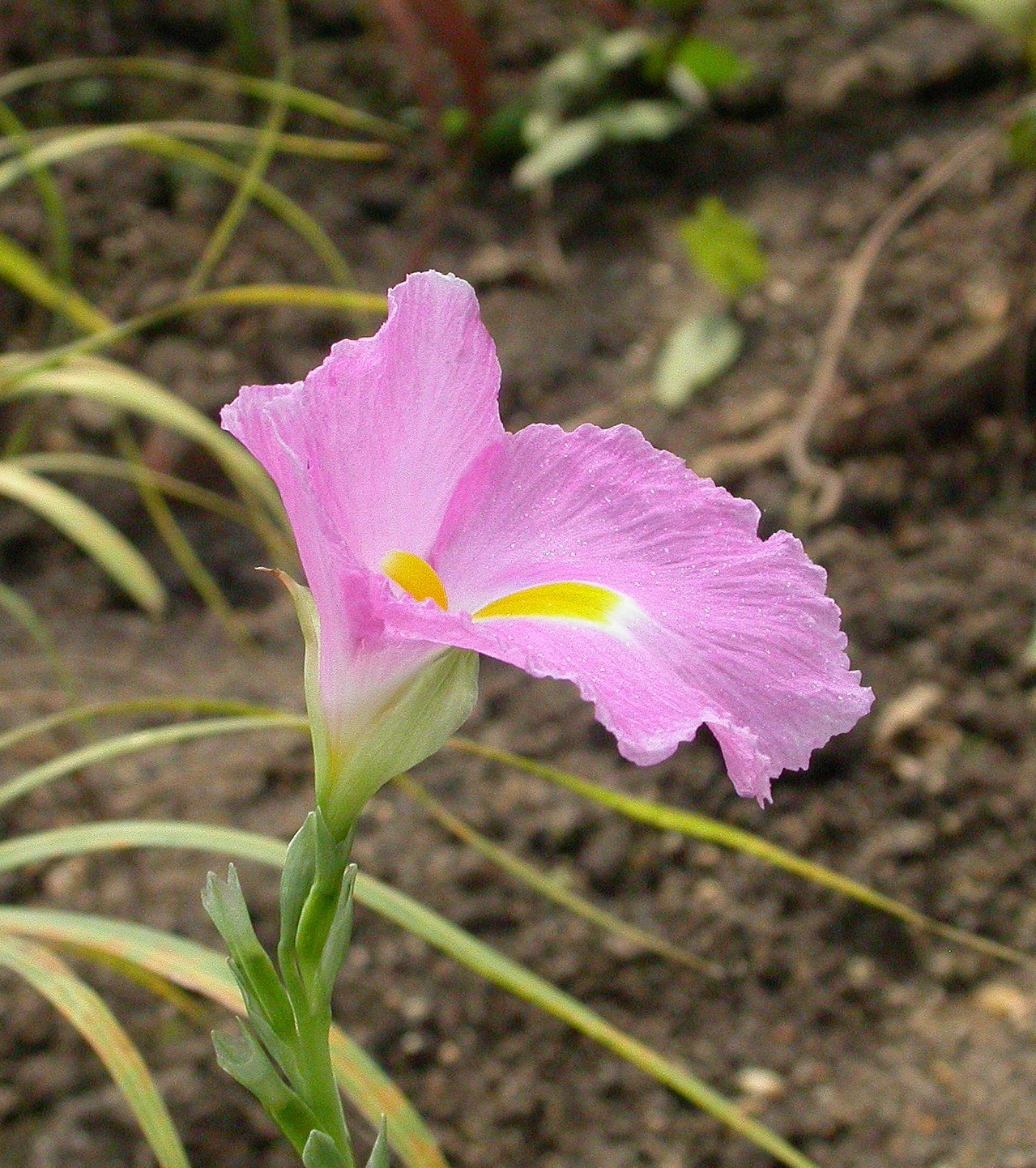
Květ Siphonochilus kirkii

## Seznam rodů
Aframomum, Alpinia, Amomum, Aulotandra, Boesenbergia, Burbidgea, Camptandra, Caulokaempferia, Cautleya, Cornukaempferia, Curcuma, Curcumorpha, Cyphostigma, Distichochlamys, Elettaria, Elettariopsis, Etlingera, Gagnepainia, Geocharis, Geostachys, Globba, Haniffia, Haplochorema, Hedychium, Hemiorchis, Hitchenia, Hornstedtia, Kaempferia, Kedhalia, Laosanthus, Larsenianthus, Leptosolena, Myxochlamys, Nanochilus, Newmania, Parakaempferia, Plagiostachys, Pleuranthodium, Pommereschea, Renealmia, Rhynchanthus, Riedelia, Roscoea, Scaphochlamys, Siamanthus, Siliquamomum, Siphonochilus, Smithatris, Stadiochilus, Stahlianthus, Tamijia, Vanoverberghia, Zingiber